# Franz von Pillersdorf

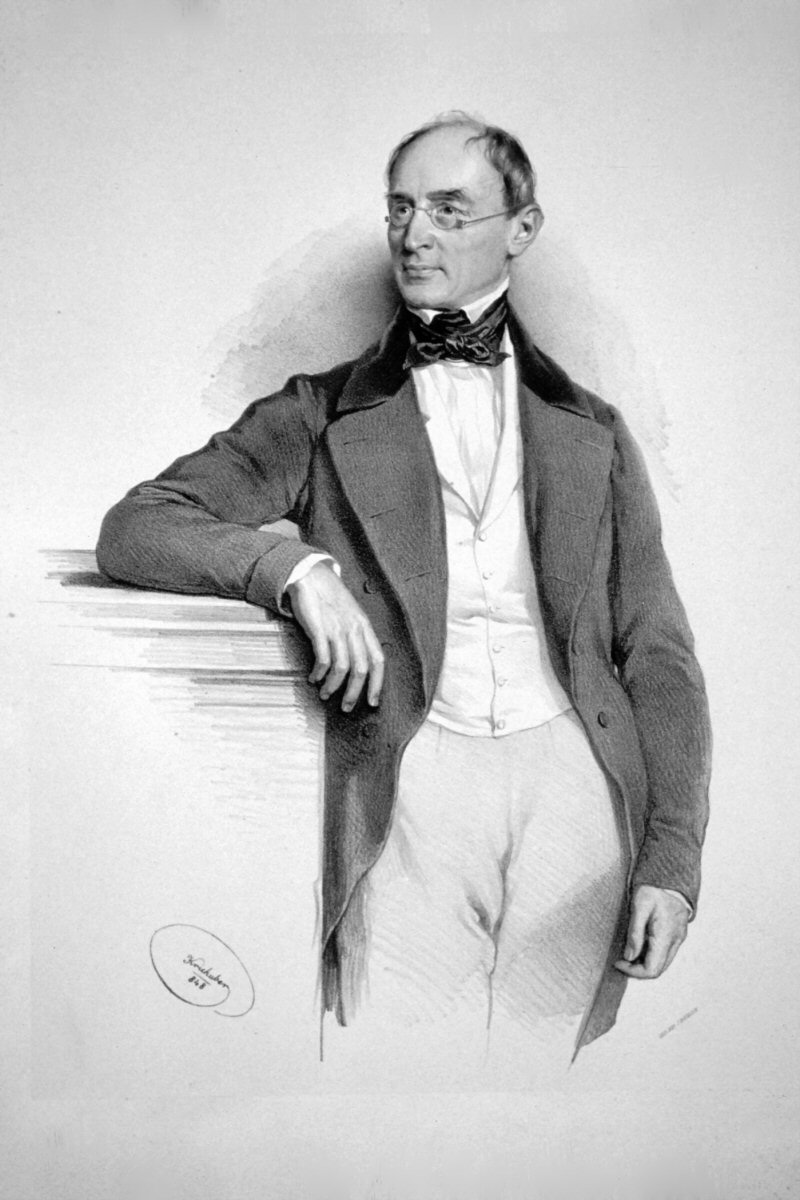
Franz Freiherr von Pillersdorf; Lithographie von Joseph Kriehuber, 1848

Franz Xaver (III.) Freiherr von Pillersdorf (* 1. März 1786 in Brünn, Mähren; † 22. Februar 1862 in Wien) war österreichischer Beamter und Staatsmann.

## Herkunft
Seine Eltern waren Hofrat am Obersten Gerichtshof zu Wien und k. k. Truchsess Franz Xaver (II.) Freiherr von Pillersdorf (1757–1806) und dessen Ehefrau Johanna geb. Majthényi von Kesselökö (gest. 21. Oktober 1805).

## Leben
Er studierte in Wien Staats- und Rechtswissenschaften. 1811 als Sekretär bei der Hofkammer, unterstützte er 1813–1815 Armeeminister Anton Maximilian von Baldacci in der Versorgung der Armee und der Verwaltung der besetzten Gebiete in Frankreich.
Von England, das er hierauf besuchte, nach Österreich zurückgekehrt, wurde er bei der Finanzverwaltung beschäftigt. Am 16. August 1823 wurde er von Kaiser Franz I. als Nachfolger des verstorbenen Joseph von Leithner zum Vizepräsidenten des montanistischen Senats der allgemeinen Hofkammer berufen. 1832 wurde er Geheimrat und 1842 von Kaiser Ferdinand I. zum Kanzler der Vereinigten Hofkanzlei ernannt, deren Agenden im Frühjahr 1848 auf das neue Ministerium des Innern übergingen. 1845 wurde er Ehrenbürger von Wien, 1846 wurde er mit dem Stephansorden ausgezeichnet.
Im Revolutionsjahr 1848 wurde Pillersdorf, dessen Opposition gegen das herrschende System um Metternich bekannt war, am 20. März 1848 von Kaiser Ferdinand zum Minister des Innern, am 4. Mai 1848 zusätzlich zum Ministerpräsidenten ernannt (Metternich hatte das Land am 13. März unfreiwillig verlassen). Die von ihm geschaffene liberale Verfassung vom 25. April 1848 (Pillersdorfsche Verfassung) für die cisleithanischen Länder genügte weder den Revolutionären noch der Krone, worauf er am 8. Juli zurücktrat. Die Wiener Zeitung berichtete dies tags darauf mit dem Hinweis, Pillersdorf sei interimistischer Innenminister gewesen und habe provisorisch als Präsident des Ministerrathes fungiert.
Er wurde darauf zum Mitglied des am 22. Juli 1848 eröffneten österreichischen Reichstags gewählt, konnte aber keinen Einfluss auf den weiteren Gang der Ereignisse gewinnen. Nach der Auflösung des Kremsierer Reichstags blieb er ohne öffentliches Amt und wurde sogar in eine Disziplinaruntersuchung verwickelt. 1852 wurde er deswegen auf Entscheid von Kaiser Franz Joseph I. aus der Reihe der Wirklichen Geheimen Räte und der Stephansritter gestrichen.
Im April 1861 wurde er vom niederösterreichischen Landtag in den neuen österreichischen Reichsrat gewählt und dort Obmann des Finanzausschusses.
Er starb am 22. Februar 1862, nachdem er kurz vorher voll rehabilitiert worden war.
Im Jahr 1862 wurde in Wien-Leopoldstadt (2. Bezirk) die Pillersdorfgasse nach ihm benannt.

## Familie
Pillersdorf heiratete Clarissa Pachner von Eggendorf (* 1. November 1799; † 17. Juli 1817). Nach dem Tod seiner ersten Frau heiratete er 1824 Maria von Chorinsky (* 15. November 1807; † 10. November 1844), eine Tochter von Ignaz Karl von Chorinsky. Er hatte sieben Töchter aus der zweiten Ehe.

## Auszeichnungen
- Silbernes Zivil-Ehrenkreuz[3]

## Schriften
- Rückblicke auf die politische Bewegung in Österreich 1848–1849 (Wien 1849);
- Die österreichischen Finanzen beleuchtet (Wien 1851).
- Handschriftlicher Nachlass (Wien 1863).